# Emil Tammur
Emil Tammur est un homme politique papou-néo-guinéen.

## Biographie
Ayant obtenu un diplôme de comptabilité à l'université de technologie de Papouasie-Nouvelle-Guinée à Lae en 1997, il travaille dans ce domaine à Kokopo. 
Il entre au Parlement national comme député de Kokopo aux élections de 2017, comme membre du Parti du progrès populaire. Il est alors nommé ministre de la Culture, des Arts et du Tourisme dans le gouvernement de Peter O'Neill, et conserve ce poste dans le gouvernement de James Marape en 2019. Dans l'exercice de ces fonctions, il rouvre notamment le Musée national de Papouasie-Nouvelle-Guinée en 2018 après d'importants travaux de rénovation, accompagné de la ministre australienne des Affaires étrangères, Marise Payne,. Il entame des discussions avec le gouvernement australien pour le développement du potentiel de la Papouasie-Nouvelle-Guinée à attirer des touristes australiens, ce qui nécessiterait notamment le développement d'un réseau routier vers les sites culturels, historiques et naturels. Il se rend aux Îles Salomon en 2018 pour accompagner la délégation papou-néo-guinéenne au 6e Festival mélanésien des Arts et des Cultures, et y préside un sommet des ministres de la Culture des États membres du Groupe mélanésien Fer de lance. Il assiste également au festival de Goroka (en) pour promouvoir les cultures du pays, et l'importance potentielle du tourisme dans le développement de l'économie de Papouasie-Nouvelle-Guinée. En 2019 il parvient à accroître les financements publics pour l'Institut d'Études de la Papouasie-Nouvelle-Guinée, avec ces mêmes objectifs, et entame un re-développement de la Commission culturelle nationale.
Il est écarté du gouvernement en octobre 2020, lors d'un remaniement ministériel visant à consolider la majorité parlementaire en faisant entrer davantage de partis au gouvernement,.